# Westhill (Inverness)
Westhill (Schots-Gaelisch: Cnoc Shuas) is een dorp ongeveer 5 kilometer ten zuidoosten van de stad Inverness in de Schotse lieutenancy Inverness in het raadsgebied Highland.